# Gareja
Gareja – kolonia w Polsce położona w województwie lubuskim, w powiecie żarskim, w gminie Lubsko. Przysiółek wsi Mierków.
W latach 1975–1998 miejscowość administracyjnie należała do województwa zielonogórskiego.